# الیکایی پشت‌حنایی
الیکایی پشت‌حنایی (نام علمی: Campylorhynchus capistratus) نام یک گونه از سرده خمیده‌منقارها است.